# تعطیلات در خورشید
"تعطیلات در خورشید" آهنگی از گروه انگلیسی Sex Pistols است. در ۱۴ اکتبر ۱۹۷۷ به عنوان چهارمین تک‌آهنگ گروه و همچنین تک‌آهنگ از آلبوم آن‌ها به نام بیخیال این مزخرفات، سکس پیستولز از راه رسیده. آهنگ شماره ۸ در بریتانیا موفق شد، ثابت کرد که آخرین آهنگ با خواننده جان لیدون به مدت ۳۰ سال است. استیو جونز و پل کوک یک تک آهنگ دیگر به نام " هیچ کس بی گناه نیست " را با رونی بیگز ضبط کردند، و سید ویسیوس کاورهای انفرادی " My Way " و " Somethin' Else " را با نام پیستولز ضبط کرد. رولینگ استون این آهنگ را در رتبه ۴۳ از ۱۰۰ آهنگ برتر گیتار تمام دوران قرار داد.